# Dany
Un dany en dret anglosaxó és un recurs en forma d'una indemnització monetària que s'ha de pagar a un reclamant com a compensació per pèrdues o lesions. Per justificar l'adjudicació, el reclamant ha de demostrar que l'incompliment del deure ha causat una pèrdua previsible. Per ser reconeguda per llei, la pèrdua ha d'implicar danys a la propietat o lesions mentals o físiques; rarament es reconeix la pèrdua econòmica pura per a la concessió de danys i perjudicis.
Els danys compensatoris es classifiquen a més en danys especials, que són pèrdues econòmiques com la pèrdua de guanys, danys a la propietat i despeses mèdiques, i danys generals, que són danys no econòmics com ara dolor i sofriment i angoixa. En lloc de ser compensatoris, en el dret comú els danys poden ser nominals, despectius o exemplars.

## Història
Entre els saxons, al Codi Sàlic s'assignava a cada ésser humà i a cada peça de propietat un valor monetari anomenat dourat. En cas de robatori de béns, ferits o morts algú, el culpable havia de pagar la dona com a restitució a la família de la víctima o al propietari de la propietat.

## Prova de danys

### Causa propera
La recuperació dels danys per part d'un demandant en una demanda està subjecta al principi legal que els danys s'han de causar immediatament per la conducta il·lícita del demandat. Això es coneix com el principi de causa propera. Aquest principi regeix la recuperació de tots els danys compensatoris, tant si la reclamació subjacent es basa en un contracte, un dany o ambdós. És probable que els danys es limitin als raonablement previsibles per l'acusat. Si un acusat no podria haver previst raonablement que algú podria resultar ferit per les seves accions, pot ser que no acabi tenint cap responsabilitat.
Aquesta regla no sol aplicar-se als danys intencionats (per exemple, delicte d'engany), i també té una aplicabilitat retardada en negligència on s'aplica la màxima "Les conseqüències previstes mai són massa remotes": "mai" és inexacte aquí, però recorre a conseqüències directes i naturals imprevisibles d'un acte.

### Testimoni pericial
Pot ser útil que els advocats, el demandant i/o el demandat contractin comptables forenses o algú format en l'àmbit rellevant de l'economia per donar proves sobre el valor de la pèrdua. En aquest cas, se'ls pot demanar que opinin com a pèrits judicials.